# Mysłów (województwo lubelskie)
Mysłów – wieś w Polsce położona w województwie lubelskim, w powiecie łukowskim, w gminie Wola Mysłowska.
| SIMC    | Nazwa | Rodzaj  |
| ------- | ----- | ------- |
| 0695924 | Budki | kolonia |

Wieś szlachecka położona była w drugiej połowie XVI wieku w ziemi łukowskiej województwa lubelskiego. Do 1954 roku istniała gmina Mysłów. W latach 1975–1998 miejscowość administracyjnie należała do województwa siedleckiego.
Wieś stanowi sołectwo w gminie Wola Mysłowska. Według Narodowego Spisu Powszechnego z roku 2011 wieś liczyła 399 mieszkańców.
Na skraju wsi 4 września 1863 r. miała miejsce jedna z potyczek powstania styczniowego. Nieopodal znajduje się zbiorowa mogiła 30 powstańców (ogółem poległo 52). Obecnie stoi pomnik ufundowany przez Radę i społeczność gminy Wola Mysłowska w setną rocznicę powstania. Pozostali powstańcy pochowani są na parafialnym cmentarzu w Wilczyskach.
Wierni Kościoła rzymskokatolickiego należą do parafii Niepokalanego Serca Najświętszej Maryi Panny w Wilczyskach lub do parafii św. Antoniego Padewskiego w Wandowie.